# Sternhydrus gibbosus
Sternhydrus gibbosus är en skalbaggsart som först beskrevs av Wilke 1920.  Sternhydrus gibbosus ingår i släktet Sternhydrus och familjen dykare. Inga underarter finns listade i Catalogue of Life.